# Parafia Grant
Parafia Grant (ang. Grant Parish) – parafia cywilna w stanie Luizjana w Stanach Zjednoczonych. Obszar całkowity parafii obejmuje powierzchnię 664,65 mil2 (1 721,45 km²). Według danych z 2010 r. parafia miała 22 309 mieszkańców. Parafia powstała w 1869 roku i nosi imię generała Ulissesa Granta - osiemnastego prezydenta Stanów Zjednoczonych.

## Sąsiednie parafie
- Parafia Winn (północ)
- Parafia La Salle (wschód)
- Parafia Rapides (południe)
- Parafia Natchitoches (zachód)

## Miasta
- Colfax
- Montgomery
- Pollock

## Wioski
- Creola
- Dry Prong
- Georgetown

## CDP
- Prospect
- Rock Hill